# Киркесиум
Киркесијум (латински: Circesium) је био град у древној Осроени. Основао га је крајем 3. века римски цар Диоклецијан као утврђење на граници према сасанидској Персији. Налазио се на ушћу ријеке Кабур у Еуфрат, а саграђен је на темељима старијег града Сирхи који се спомиње у древним асирским текстовима. У њему је, према тексту Notia Dignitarum, почетком 3. века била смештена трећа римска легија позната као Legio III Parthica. Страдао је у римско-персијским ратовима, али га је почетком 6. века обновио Јустинијан I. На његовом мјесту се налази данашњи град Бусеира у источној Сирији.